# Turquia nos Jogos Olímpicos de Verão de 2000
A Turquia participou dos Jogos Olímpicos de Verão de 2000 em Sydney, Austrália.

## Medalhas

### Ouro
- Halterofilismo - Halil Mutlu (até 56kg masculino)
- Judô - Huseyin Ozkan (até 66kg masculino)
- Lutas - Hamza Yerlikaya (luta greco-romana - 76-85kg)

### Bronze
- Lutas - Adem Bereket (luta livre - 69-76kg)
- Taekwondo - Hamide Bikçin (57kg feminino)